# Фёрч, Герман
Герман Фёрч (нем. Hermann Foertsch; 4 апреля 1895 — 27 декабря 1961) — германский генерал времён Второй мировой войны, командовал дивизией, корпусом и армией. Награждён Рыцарским крестом Железного креста.
В 1947 году предстал перед судом во время Нюрнбергского процесса над генералами юго-восточного фронта. Был оправдан судом, так как был штабным офицером в то время, когда исполнялись преступные приказы.
Младший брат, Фридрих Фёрч, отбывал наказание за военные преступления в годы 2-й мировой войны, а затем был генеральным инспектором бундесвера.

## Процесс по делу о заложниках
Будучи начальником штаба армии Герман Фёрч приказал нескольким генералам, командовавшими силами вермахта в оккупированной Греции и Югославии, захватить заложников и провести репрессии. Эти приказы были признаны во время Нюрнбергского процесса над генералами юго-восточного фронта преступными, однако сотрудники штаба не были признаны виновными, если они не составили такие преступные приказы или не прикладывали особых усилий для их передачи военным, которые их исполняли. Ссылаясь на отсутствие доказательств совершения противоправного деяния, суд оправдал Германа Фёрча.

## Дальнейшая жизнь
После освобождения из-под стражи Герман Фёрч сотрудничал с Хансом Шпайделем в разработке проектов по созданию новых вооружённых сил Германии за много лет до официального основания бундесвера в 1955 году. В 1950 году стал ведущим членом группы бывших высокопоставленных офицеров вермахта, приглашённым канцлером Конрадом Аденауэром, на конференции по обсуждению вопроса о перевооружении Западной Германии. Результатом конференции стало принятие Химмеродского меморандума, который способствовал распространению мифа о «чистом вермахте». Герман Фёрч принимал участие в создании европейской антикоммунистической организации «Interdoc».

## Награды
27 августа 1944 года был награждён Рыцарским крестом Железного креста в звании генерал-лейтенанта и должности командира 21-й пехотной дивизии.